# Challenger Ciudad de Guayaquil 2013
Il Challenger Ciudad de Guayaquil 2013 è stato un torneo di tennis facente parte della categoria ATP Challenger Tour nell'ambito dell'ATP Challenger Tour 2013. È stata la 12ª edizione del torneo che si è giocato a Guayaquil in Ecuador dall'11 al 17 novembre 2013 su campi in terra rossa e aveva un montepremi di $50,000+H.

## Partecipanti singolare

### Teste di serie
| Nazionalità     | Giocatore              | Ranking* | Testa di serie |
| --------------- | ---------------------- | -------- | -------------- |
| Argentina       | Leonardo Mayer         | 93       | 1              |
| Italia          | Paolo Lorenzi          | 102      | 2              |
| Argentina       | Diego Schwartzman      | 115      | 3              |
| Stati Uniti     | Wayne Odesnik          | 136      | 4              |
| Cile            | Paul Capdeville        | 148      | 5              |
| Portogallo      | Gastão Elias           | 155      | 6              |
| Argentina       | Máximo González        | 161      | 7              |
| Rep. Dominicana | Victor Estrella Burgos | 199      | 8              |

- Ranking al 4 novembre 2013.

### Altri partecipanti
Giocatori che hanno ricevuto una wild card:
- Gonzalo Escobar
- Giovanni Lapentti
- Roberto Quiroz
- Jorman Reyes

Giocatori che sono passati dalle qualificazioni:
- Martín Cuevas
- Guillermo Durán
- Nicolás Kicker
- Wesley Koolhof

## Vincitori

### Singolare
Leonardo Mayer ha battuto in finale  Pedro Sousa con il punteggio di 6–4, 7–5.

### Doppio
Stephan Fransen /  Wesley Koolhof hanno battuto in finale  Roman Borvanov /  Alexander Satschko con il punteggio di 1–6, 6–2, [10–5].